# Ес-Сувейда (провінція)
Ес-Сувейда (араб. محافظة السويداء) — одна з 14 провінцій (мухафаз) Сирії. Розташована на півдні країни. Поділяється на 3 райони (мінтаки).

## Географія
Адміністративний центр — місто Ес-Сувейда. Площа провінції становить 5550 км². Ес-Сувейда розташована в південній частині країни. На заході межує з мухафазою Дара, на півночі та північному сході з мухафазою Дамаск, на півдні з Йорданією.

## Населення
Провінція є компактним місцем проживання друзів. Невелику меншість також становлять прихильники східної православної церкви та невелика мусульманська громада. Велика частина населення живе на заході провінції, на західних схилах Джабаль-аль-друз.
За даними на 2013 рік чисельність населення становить 566 493 особи.
 Динаміка чисельності населення провінції за роками: 
| 1981    | 1997    | 2013    |
| ------- | ------- | ------- |
| 199 114 | 380 000 | 566 493 |

## Адміністративний поділ
В адміністративному відношенні провінція (мухафаза) складається із трьох частин (мінтаки):
1. Шахба
2. Ас-Сувейда
3. Сальхад